# Jaltomata whalenii
Jaltomata whalenii là loài thực vật có hoa trong họ Cà. Loài này được S. Knapp, Mione & Sagást. mô tả khoa học đầu tiên năm 1991.